# Ewan Barr
| 3445 Pinson       | 16 marzo 1983 |
| 3743 Pauljaniczek | 10 marzo 1983 |
| 4436 Ortizmoreno  | 9 marzo 1983  |

Ewan Barr (...) è un astronomo statunitense.
Il Minor Planet Center gli accredita la scoperta di cinque asteroidi, effettuate tutte nel 1983 durante la sua permanenza all'Osservatorio Lowell a Flagstaff in Arizona.